# Općina Ilinden
Općina Ilinden (makedonski: Општина Илинден) jedna je od 80 općine Sjeverne Makedonije. Nalazi se na sjeveru države.
Upravno sjedište ove općine je selo Ilinden, s 4.931 stanovnika.

## Zemljopisne osobine
Općina Ilinden je prigradska skopska općina, koja se prostire po istočnom dijelu Skopskog polja. Veći dio općine je ravničarski i dobro obrađen (preko 70% površina su oranice).
Općina Ilinden graniči s Općinom Aračinovo na sjeveru, s Općinom Kumanovo na istoku, s Općinom Petrovec na jugu, te s Općinom Gazi Baba na zapadu.
Ukupna površina Općine Ilinden je 31,3 km².

## Stanovništvo
Općina Ilinden ima 15.894 stanovnika. Po popisu stanovnika iz 2002. godine nacionalni sastav u općini bio je sljedeći:

## Naselja u Općini Ilinden
Ukupni broj naselja u općini je 12 i svih 12 su sela.

## Pogledajte i ovo
- Sjeverna Makedonija
- Općine Sjeverne Makedonije

## Vanjske poveznice
- Službene stranice općine Ilinden
- Općina Ilinden na stranicama Discover Macedonia  Arhivirana inačica izvorne stranice od 27. ožujka 2008. (Wayback Machine)